# GP Denain 1995
De 37e editie van de wielerwedstrijd GP Denain werd gehouden op 11 april 1995. De start en finish vonden plaats in Denain in het Franse Noorderdepartement. De winnaar was de Belg Jo Planckaert, gevolgd door Michel Zanoli en Thierry Gouvenou.

## Uitslag
| GP Denain 1995 |                     |                               |          |
| Plaats         | Naam                | Ploeg                         | tijd     |
| Winnaar        | Jo Planckaert       | Collstrop-Lystec              | 4u15'42" |
| 2              | Michel Zanoli       | Asfra-Orlans                  | z.t.     |
| 3              | Thierry Gouvenou    | Gan-Merckx                    | z.t.     |
| 4              | Franck Jarno        | Aki-Gipiemme                  | z.t.     |
| 5              | Franck Laurance     | Mutuelle de Seine-et-Marne    | z.t.     |
| 6              | Andrzej Sypytkowski | Rotan Spiessens-Hot Dog Louis | z.t.     |
| 7              | Ronny Assez         | Asfra-Orlans                  | z.t.     |
| 8              | Willy Willems       | Zetelhallen                   | z.t.     |
| 9              | Lauri Aus           | Mutuelle de Seine-et-Marne    | z.t.     |
| 10             | Adrie van der Poel  | Collstrop-Lystec              | z.t.     |

1959 · 1960 · 1961 · 1962 · 1963 · 1964 · 1965 · 1966 · 1967 · 1968 · 1969 · 1970 · 1971 · 1972 · 1973 · 1974 · 1975 · 1976 · 1977 · 1978 · 1979 · 1980 · 1981 · 1982 · 1983 · 1984 · 1985 · 1986 · 1987 · 1988 · 1989 · 1990 · 1991 · 1992 · 1993 · 1994 · 1995 · 1996 · 1997 · 1998 · 1999 · 2000 · 2001 · 2002 · 2003 · 2004 · 2005 · 2006 · 2007 · 2008 · 2009 · 2010 · 2011 · 2012 · 2013 · 2014 · 2015 · 2016 · 2017 · 2018 · 2019 · 2020 · 2021 · 2022 · 2023 · 2024 · 2025